# Günter Verheugen
Günter Verheugen (né le 28 avril 1944 à Bad Kreuznach) est un homme politique allemand membre du SPD (parti social-démocrate). Du 23 novembre 2004 au 10 février 2010, il fut commissaire européen chargé de l'Entreprise et de l'Industrie. Il fut chargé de l'élargissement dans la Commission Prodi.

## Carrière politique allemande
Il fut secrétaire général du FDP avant de passer au SPD à partir de 1983, à la fin de coalition entre le FDP et le SPD. Il fut élu député SPD de 1983 à 1999. Il fut secrétaire d’Etat aux affaires étrangères auprès du ministre Joschka Fischer de 1998 à 1999.

## Son activité à la Commission européenne
En mai 2007, lors du débat sur les modalités de financement du projet du système de positionnement Galileo, il a mis en doute l'intérêt de ses applications et l'a jugé « stupide ». Le projet a finalement été relancé par la commissaire aux transports, le français Jacques Barrot.
Le 28 mai 2008, il propose une modification du règlement sur les conditions de traitement sanitaire des carcasses de volailles. Dans le but d'accélérer la coopération économique entre l'Union européenne et les États-Unis, elle autoriserait l'importation de poulet chloré (lavé à l'eau de Javel) américain, qui était frappé d'un embargo depuis 1997. Le Conseil des ministres qui représente les États membres rejette cette proposition à l'unanimité le 9 décembre 2008.

## Controverse sur les conflits d'intérêts
Günter Verheugen quitte son poste de commissaire européen en septembre 2009. Il travaille ensuite pour la Banque Royale d'Écosse (Royal Bank of Scotland), l'agence de lobbying Fleischman-Hillard  /, l’organisation bancaire allemande BVR et l'Union turque des chambres de commerce et des bourses (Turkish Union of Chambers and Commodity Exchanges).
En avril 2010, Günter Verheugen crée avec Petra Erler un cabinet de conseil nommé European Experience Company, spécialisé dans les affaires européennes et dont il est le directeur exécutif. Cette activité est critiquée car elle serait susceptible de créer des conflits d'intérêts, l'ancien commissaire mettant son expertise et son réseau au service des intérêts d'entreprises privées. La députée européenne Inge Gräßle (PPE) déclare « Ceux qui ont de l'argent peuvent acheter à Verheugen l'accès aux institutions. La Commission doit réfléchir à la manière dont elle se sépare des anciens commissaires.» Le 31 août 2010, l'association Les Amis de la Terre Europe publie une lettre ouverte adressée à la Commission européenne. Elle dénonce le fait que Günter Verheugen ait créé la European Experience Company sans en informer la Commission, ce qui est normalement requis pour les commissaires ayant quitté leur office depuis moins d'un an. La lettre déclare « La European Experience Company offre des services de lobbying et d'accès aux décideurs politiques. En conséquence, nous sommes d'avis que l'activité de M. Verheugen viole le Code de conduire des commissaires européens, et nous vous demandons donc de ne pas l'autoriser. »
La Commission européenne signale en octobre 2010 son intention de réformer le code de conduite des commissaires, afin de prévenir les conflits d'intérêts de façon plus efficace et plus transparente. Après une enquête du comité d'éthique, la Commission autorise le 2 février 2011 Günther Verheugen à poursuivre ses activités de lobbying, mais sous deux conditions : il n’a pas le droit d'entrer en contact avec les membres de la DG Entreprise qu’il a dirigée, ni de travailler pour une entreprise dont il contrôlait l’activité en tant que commissaire européen.